# Auguste Voigt

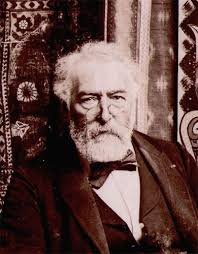
Auguste Voigt (1895)

Auguste Voigt (* 18. Januar 1828 in Gevrey-Chambertin; † 12. März 1909 in Géanges) war ein französischer Lehrer und Astronom.

## Leben
Nachdem er einige Jahre als Lehrer gearbeitet hatte, erweckte sein Interesse an der Astronomie die Aufmerksamkeit von Urbain Le Verrier, dem Direktor des Pariser Observatoriums. Dieser stellte Voigt im Oktober 1863 als Assistent ein und schickte ihn an das alte Observatoire de Marseille, um dort Charles Simon als Direktor abzulösen.
Unter Voigts Leitung wurde im November 1864 in Marseille der neue 80-cm-Foucault-Reflektor in Betrieb genommen.
1865 kam es zu einem Verwürfnis mit Le Verrier, Voigt wurde entlassen und durch Édouard Stephan abgelöst.

## Entdeckungen
Belegt sind seine Beobachtungen von zehn Galaxien – damals als „Nebel“ bezeichnet – im Zeitraum März bis August 1865, von denen heute acht mit einer NGC- oder einer IC-Nummer eindeutig Voigt als Entdecker zuzuschreiben sind:
- NGC 4255 (Linsenförmige Galaxie)
- NGC 6364 (Linsenförmige Galaxie)
- NGC 6675 (Spiralgalaxie)
- NGC 6759 (Spiralgalaxie)
- NGC 7242 (Elliptische Galaxie)
- IC 3136 (Balkenspiralgalaxie)
- IC 3155 (Linsenförmige Galaxie)
- IC 3268 (Spiralgalaxie)

Die von ihm ebenfalls beschriebenen Galaxien NGC 5619 und NGC 6921 waren bereits vorher von anderen Astronomen entdeckt worden.